# Powerman Duathlon
Pour les articles homonymes, voir Powerman.
Powerman Duathlon ou Powerman est le nom d'une compétition de duathlon organisée par l'Association Internationale Powerman (IAP) et agréée par la Fédération internationale de triathlon (ITU). Le Powerman de Zofingue (Zofingen en allemand) en Suisse où fut créé l’événement, est en 1989, le premier événement sportif de duathlon international organisé. Un circuit international de compétitions courtes et longues distances se développent depuis plusieurs années dans le monde sous l’égide de l'IAP et de la marque Powerman. Les épreuves servent souvent de support aux championnats organisés par les fédérations nationales et internationales de triathlon. Les distances issue de l'édition originale, sont généralement de 10 km de course à pied, 150 km de vélo suivi de nouveau par 30 km de course à pied pour le format long et de 5 km, 50 km et 10 km pour le format court. Le Powerman de Zofingen parmi les plus difficiles au monde, reste la référence principale de ce circuit en étant régulièrement le support des championnats du monde de duathlon longue distance organisé par l'ITU.

## Historique

### Création et premier succès
Le premier Powerman Duathlon fut créé à Zofingue par Bruno Imfels et Url Linsi en 1988. Url Linsi, jeune banquier de la Zurich Bank est envoyé dans la ville provinciale de Zofingue pour développer l'établissement bancaire local du Crédit Suisse. En 1988 dans un restaurant, il préside la première réunion du Run and Bike Zofingen et le 4 juin 1989 commence la première course de biathlon, nom donné à cette époque. La course propose un circuit de 2,5 km de course à pied, suivi de 120 km de cyclisme sur route, enchainé sur 30,5 km de course à pied de nouveau. L’événement attire rapidement l'attention des médias et des sportifs. Les premiers vainqueurs de la nouvelle compétition, sont l'Allemand Andréas Rudolph, et la Suissesse Hermine Hass. sur cette première édition, une autre sportive suisse fait ses premiers pas sur les sports enchainés et finit 6e, Natascha Badmann.
Devant le succès de la première édition, en 1990 une deuxième épreuve de Run & Bike se met en place au mois de septembre sur une distance plus courte. Tandis que l'édition originale qui voit ses étapes rallongées, le vélo passe à 150 km, la course à pied à 7,5 km. Cette édition au nouveau format est remporté par l'Américain Kenny Souza et l'Autrichienne Silvia Nussbaumer. En 1991, le parcours vélo emprunte désormais les routes de la montagne Bodenberg et augmente fortement la difficulté de l'épreuve. 1992 voit le changement de nom de la course qui devient Powerman et Powerwoman, en 1993 le montant global des primes attribuées aux vainqueurs atteint 200 000 dollars américain (USD). Ces années voient les plus grands triathlètes du moment comme l'Américain Mark Allen ou la Néo-Zélandaise Erin Baker prendre le départ de la course longue distance et inscrire leurs noms au palmarès, concrétisant un « âge d'or » de la compétition.
En 1997 les fondateurs de la compétition passent un accord de coopération avec la Fédération internationale de triathlon, le Powerman de Zofingue sert de support aux premières épreuves des championnats du monde de duathlon longue distance pendant trois années de 1997 à 1999. En 1998 le duo de fondateurs transmet les responsabilités de l’organisation à Rainer Huber, mais cette nouvelle direction ne dure qu'une année, Bruno Imfels et Url Linsi reprennent la direction en 1999 et la transmette en 2000 à un membre de l'équipe de direction, le chef des finances, Hans-Peter Frets.

### Déclin et renouveau
En 2000, le triathlon devient sport olympique, cet événement est vu comme un développement positif au début, mais de nombreux triathlètes commencent à se concentrer sur cet événement plus prestigieux aux retombées sportives et économiques plus importantes, entrainant un déclin continue du nombre de participants. Pour le redynamiser, le Powerman longue distance de Zofingue est déplacé au mois de septembre, sa première étape de course à pied est portée de 5 km à 10 km et la deuxième manche de course à pied s’accomplit en deux boucles au lieu d'une seule. En 2003 la compétition connait de graves difficultés, Stefan Ruf président du Tri Club de Zofinge depuis dix ans et expert financier dans la banque locale, parvient à résoudre les problèmes de pénuries de personnel et insuffle une nouvelle vigueur à la compétition. En trois mois et avec énergie il met en œuvre et pilote un nouveau conseil d'administration qui trouve les financements nécessaires pour maintenir l’événement. En 2004, il organise une rencontre duel entre le multiple champion du monde de duathlon, le Belge Benny Vansteelant et le tenant du record de victoire sur l'épreuve, le Suisse Olivier Bernhard. Ce dernier remporte sa dernière victoire lors de cette édition, portant à huit le nombre de ses victoires et se voit octroyer le surnom de « Roi de Zofingue » (« King of Zofingen »). 2004 voit aussi la première victoire de la Hongroise Erika Csomor future tenante du record de victoires féminines.
2005 voit l'arrivée sur la compétition de nombreux duathlètes belges, dans le sillage du « Roi du duathlon » Benny Vansteelant qui remporte l’édition cette année et l'année suivante. En 2007 le Belge forcé à l'abandon par des problèmes d'estomac, cède son titre à son compatriote Koen Maris. Deux semaines plus tard le monde du duathlon perd sa figure de proue, le neuf fois champion du monde et quintuple champion d'Europe Benny Vansteelant est percuté par une voiture pendant un entrainement de vélo. Il est grièvement atteint et meurt des suites de ses blessures à l'âge de 35 ans,.
LE 20e anniversaire du Powerman signe la renaissance de l’événement et de nombreuses nouveautés prennent place autour de l'épreuve principale : le duathlon longue distance. Forum sur la nutrition et la santé, gala de charité, création du Jubilee Club où sont admis les compétiteurs du Powerwan ayant terminé la course longue distance une dizaine de fois minimum. Ils reçoivent en signes distinctifs une épingle d'or, le Suisse Willi Erismann âgé en 2010 de 69 ans détient le record de finishline avec 21 réalisations depuis sa création.

### Notoriété et reconnaissance internationale
Le duathlon Powerman de Zofingue s'encre définitivement dans le panel des compétitions internationales de sports enchainés, comme en témoigne l'évolution des participants. En 2009, plus de 350 professionnels de 25 pays différents s'engagent sur la course longue distance et plus de mille participants sont présents sur les différents formant de l'édition anniversaire. C'est la plus grande participation des huit dernières années d'un duathlon parmi les plus difficiles au monde. La revue de presse anglaise 220 Magazine site le Powerman de Zofingue parmi les cinq premières épreuves de triathlon dans le monde. L'épreuve consolide dans ces années là, sa position dominante sur les compétitions internationales et devient un des plus importants duathlons du monde. La triathlète hongroise Erika Csomor remporte son sixième titre consécutif et devient la « Reine de Zofingue ». Douze ans après avoir servi de support au championnat du monde, la Fédération internationale de triathlon qui n'a pu organiser en 2009 et 2010 son épreuve internationale par défaut d'organisateur et l'Association Internationale Powerman, renouent des accords de partenariat. Le Powerman Zofingue redevient en 2011, le support des championnats du monde de duathlon longue distance. Après les dominations suisse, belge ou hongroise, 2014 voit pour la première fois des duathlètes français et britannique remporter la course et le titre, Gaël Le Bellec et Emma Pooley monte sur la plus haute marche du podium.

## Circuit international
L'International Powerman Association (IPA) c'est spécialisée dans les compétitions de duathlon. Elle développe depuis plusieurs années un circuit longue et courte distance dans quatorze pays d'Europe et depuis 2015 aux États-Unis. En février 2015 des accords de développement sont signés avec la Fédération des États-Unis de triathlon pour favoriser l’implantation d'un circuit de compétition sur le territoire américain. Certaines courses servent de support au championnat national et sont qualificatives pour une participation au Powerman de Zofingue ainsi qu'aux championnats du monde de la Fédération internationale de triathlon.

## Palmarès Powerman de Zofingue
La course est longtemps dominée par les compétiteurs suisses qui seront peu à peu détrônés par les duathlètes belges pour les hommes et hongroises pour les femmes principalement. La compétition est mixte, au classement général s'ajoute un palmarès différencié pour les hommes et les femmes.

### Palmarès hommes

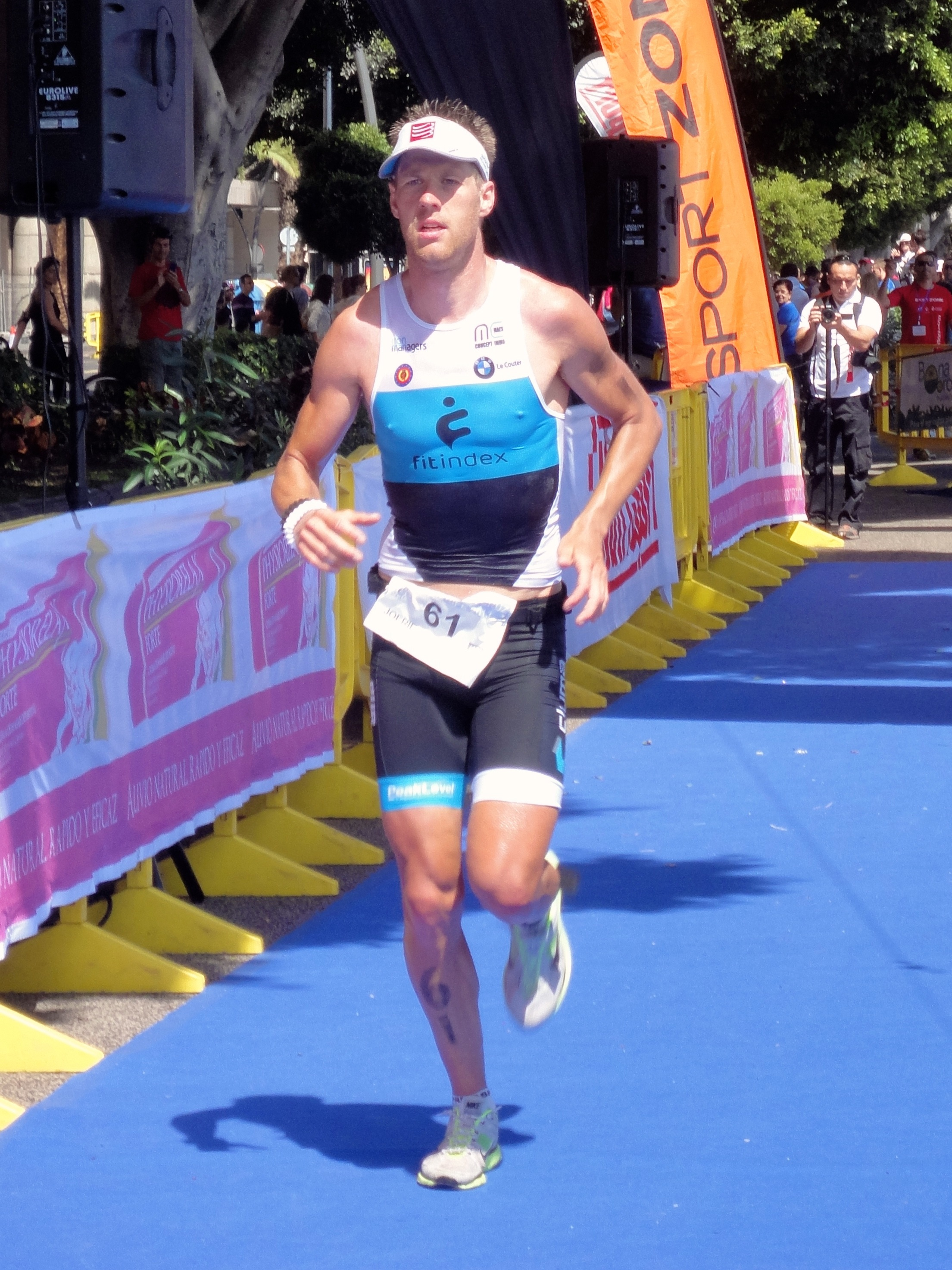
Joerie Vansteelant
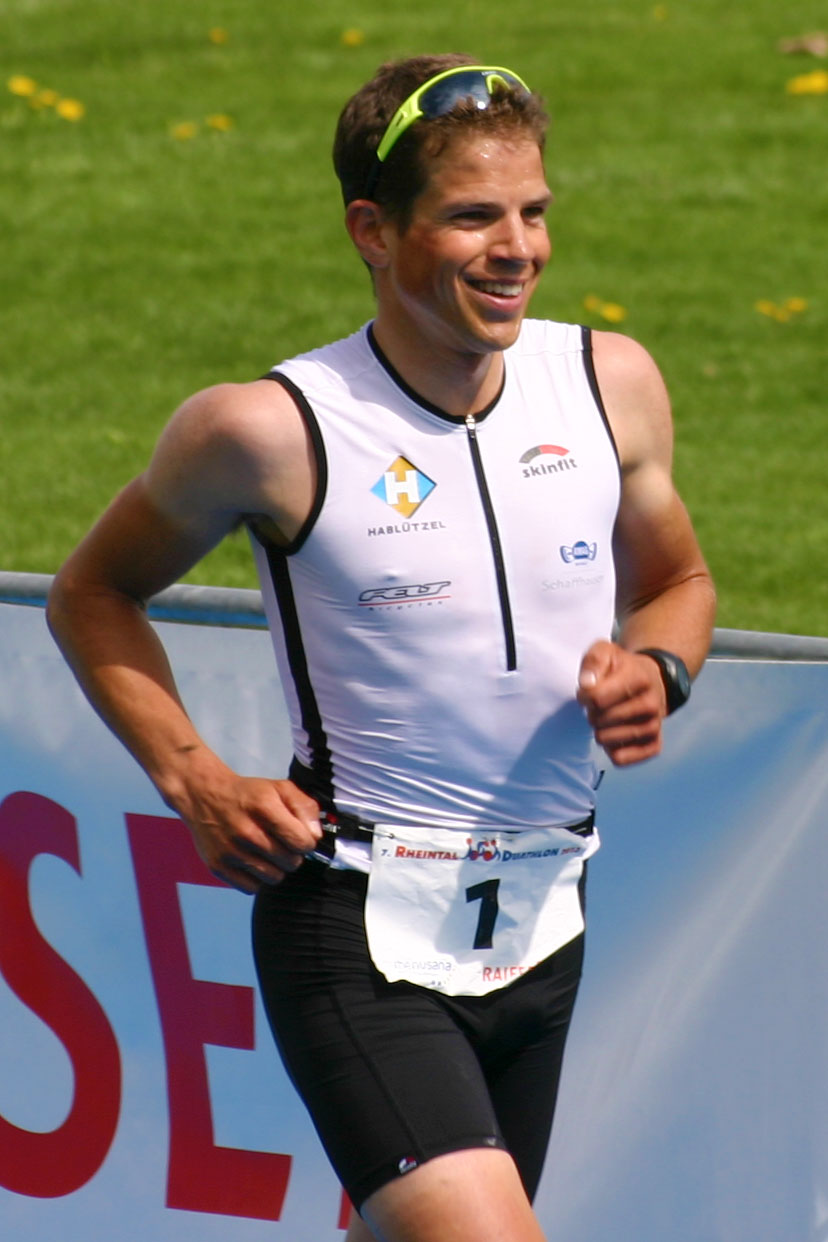
Andy Sutz
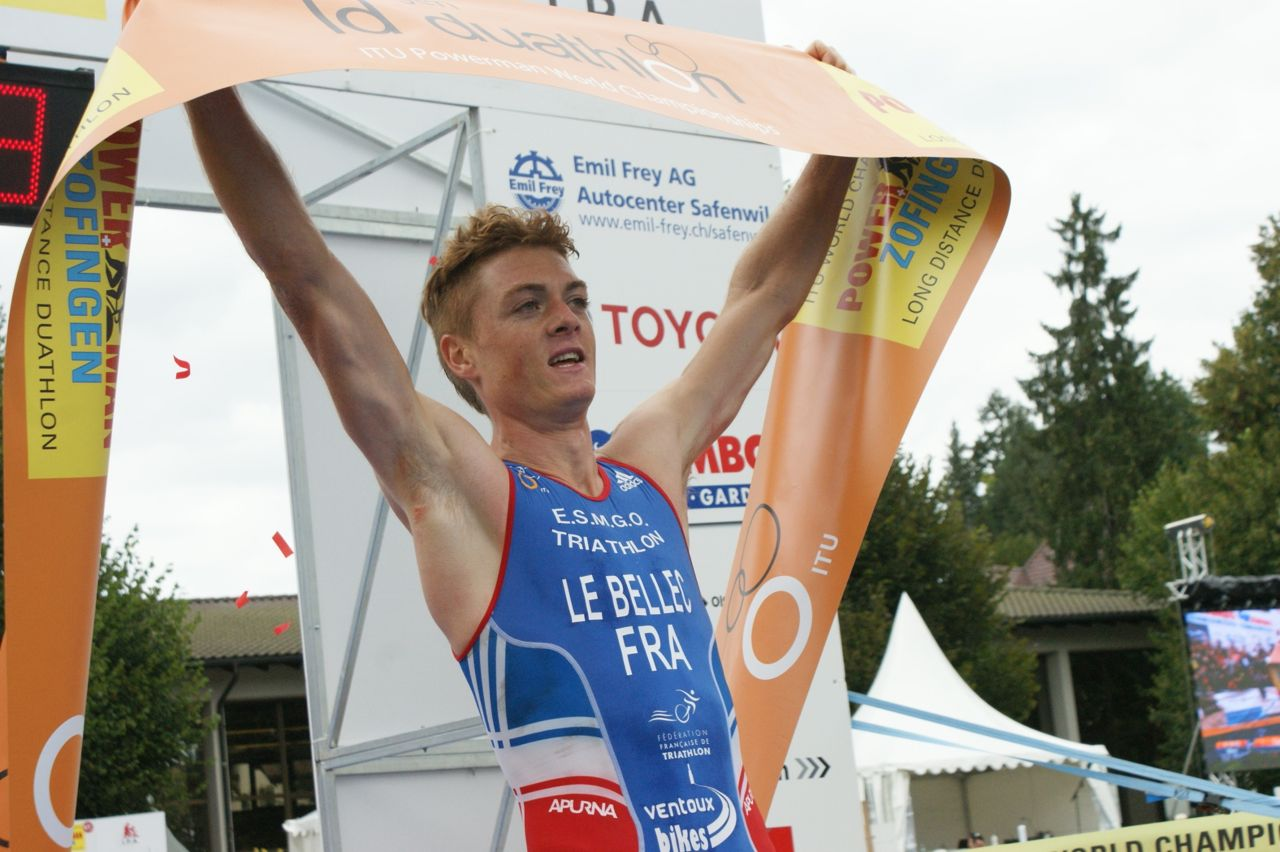
Gaël Le Bellec
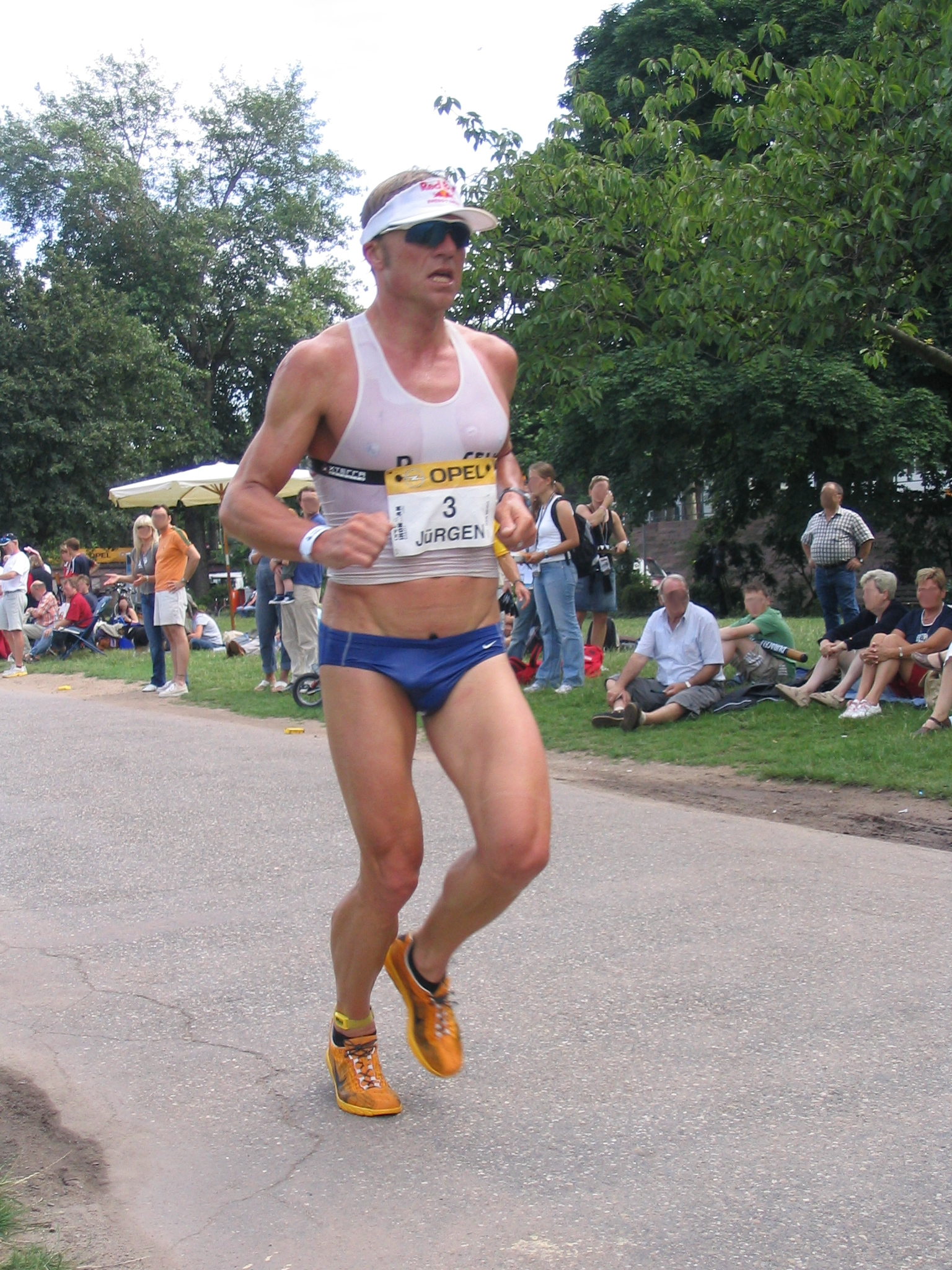
Jürgen Zäck
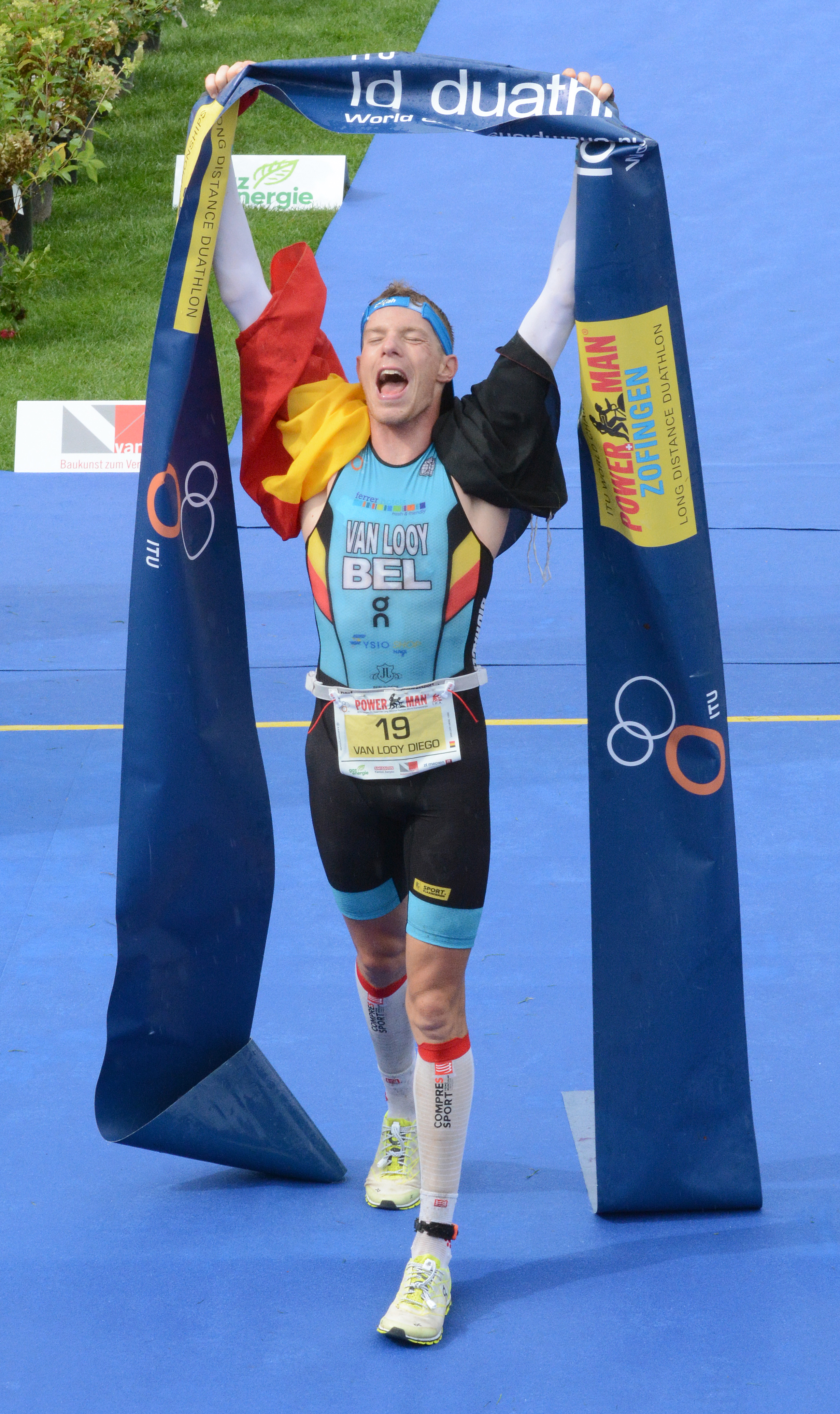
Diego Van Looy

| Année | Format                                 |                                        | Temps                                  |                                        | Temps                                  |                                        | temps                                  |
| ----- | -------------------------------------- | -------------------------------------- | -------------------------------------- | -------------------------------------- | -------------------------------------- | -------------------------------------- | -------------------------------------- |
| 2024  | 10/150/30                              | Émile Blondel                          | 5 h 58 min 16 s                        | Seppe Odeyn                            | 6 h 3 min 45 s                         | Jens-Michael Gossauer                  | 6 h 5 min 51 s                         |
| 2023  | 10/150/30                              | Simon Jørn Hansen                      | 5 h 55 min 39 s                        | Émile Blondel                          | 6 h 2 min 49 s                         | Fabian Holbach                         | 6 h 3 min 51 s                         |
| 2022  | 10/150/30                              | Matthieu Bourgeois                     | 6 h 3 min 57 s                         | Fabian Holbach                         | 6 h 4 min 24 s                         | Michael Ott                            | 6 h 5 min 15 s                         |
| 2021  | 10/150/30                              | Seppe Odeyn                            | 6 h 6 min 41 s                         | Jens-Michael Gossauer                  | 6 h 19 min 15 s                        | Matthieu Bourgeois                     | 6 h 24 min 27 s                        |
| 2020  | Épreuve annulée pour cause de Covid-19 | Épreuve annulée pour cause de Covid-19 | Épreuve annulée pour cause de Covid-19 | Épreuve annulée pour cause de Covid-19 | Épreuve annulée pour cause de Covid-19 | Épreuve annulée pour cause de Covid-19 | Épreuve annulée pour cause de Covid-19 |
| 2019  | 10/150/30                              | Diego Van Looy                         | 6 h 14 min 29 s                        | Jens-Michael Gossauer                  | 6 h 16 min 24 s                        | Daan De Groot                          | 6 h 20 min 16 s                        |
| 2018  | 10/150/30                              | Gaël Le Bellec                         | 6 h 7 min 50 s                         | Yannick Cadalen                        | 6 h 10 min 29 s                        | Felix Köhler                           | 6 h 6 min 12 s                         |
| 2017  | 10/150/30                              | Maxim Kuzmin                           | 6 h 31 min 4 s                         | Seppe Odeyn                            | 6 h 32 min 30 s                        | Søren Bystrup                          | 6 h 34 min 52 s                        |
| 2016  | 10/150/30                              | Seppe Odeyn                            | 6 h 23 min 43 s                        | Felix Köhler                           | 6 h 28 min 55 s                        | Søren Bystrup                          | 6 h 34 min 52 s                        |
| 2015  | 10/150/30                              | Gaël Le Bellec                         | 6 h 20 min 36 s                        | Seppe Odeyn                            | 6 h 24 min 59 s                        | Søren Bystrup                          | 6 h 25 min 35 s                        |
| 2014  | 10/150/30                              | Gaël Le Bellec                         | 6 h 21 min 47 s                        | Yannick Cadalen                        | 6 h 26 min 5 s                         | Søren Bystrup                          | 6 h 27 min 44 s                        |
| 2013  | 10/150/30                              | Rob Woestenborghs                      | 6 h 21 min 39 s                        | André Moser                            | 6 h 24 min 16 s                        | Michael Wetzel                         | 6 h 24 min 47 s                        |
| 2012  | 10/150/30                              | Joerie Vansteelant                     | 6 h 7 min 58 s                         | Rob Woestenborghs                      | 6 h 12 min 14 s                        | Søren Bystrup                          | 6 h 21 min 37 s                        |
| 2011  | 10/150/30                              | Joerie Vansteelant                     | 6 h 7 min 15 s                         | Thibaut Humbert                        | 6 h 16 min 58 s                        | Andy Sutz                              | 6 h 18 min 29 s                        |
| 2010  | 10/150/30                              | Andy Sutz                              | 6 h 19 min 3 s                         | Thibaut Humbert                        | 6 h 19 min 57 s                        | Anthony Le Duey                        | 6 h 27 min 56 s                        |
| 2009  | 10/150/30                              | Joerie Vansteelant                     | 6 h 11 min 35 s                        | Andy Sutz                              | 6 h 27 min 35 s                        | Anthony Le Duey                        | 6 h 29 min 44 s                        |
| 2008  | 10/150/30                              | Andy Sutz                              | 6 h 29 min 44 s                        | Pascal Schuler                         | 6 h 35 min 34 s                        | Dominique Duchene                      | 6 h 36 min 4 s                         |
| 2007  | 10/150/30                              | Koen Maris                             | 6 h 21 min 0 s                         | Aksel Nielsen                          | 6 h 32 min 21 s                        | Loïc Hélin                             | 6 h 34 min 10 s                        |
| 2006  | 10/158/30                              | Benny Vansteelant                      | 6 h 58 min 54 s                        | Dominique Duchene                      | 7 h 3 min 39 s                         | Koen Maris                             | 7 h 7 min 23 s                         |
| 2005  | 10/150/30                              | Benny Vansteelant                      | 6 h 31 min 1 s                         | Koen Maris                             | 6 h 40 min 54 s                        | Josh Beck                              | 6 h 44 min 3 s                         |
| 2004  | 10/150/30                              | Olivier Bernhard                       | 6 h 26 min 22 s                        | Félix Rubio Martínez                   | 6 h 36 min 39 s                        | Nico Huybrechts                        | 6 h 41 min 39 s                        |
| 2003  | 10/150/30                              | Stefan Riesen                          | 6 h 28 min 45 s                        | Benny Vansteelant                      | 6 h 30 min 54 s                        | Huub Maas                              | 6 h 32 min 24 s                        |
| 2002  | 10/150/30                              | Olivier Bernhard                       | 6 h 24 min 37 s                        | Stefan Riesen                          | 6 h 25 min 35 s                        | Huub Maas                              | 6 h 31 min 16 s                        |
| 2001  | 8,5/150/30                             | Olivier Bernhard                       | 6 h 32 min 9 s                         | Félix Rubio Martínez                   | 6 h 36 min 14 s                        | Olaf Sabatschus                        | 6 h 44 min 34 s                        |
| 2000  | 8,5/150/30                             | Olivier Bernhard                       | 6 h 23 min 10 s                        | Daniel Keller                          | 6 h 26 min 14 s                        | Olaf Sabatschus                        | 6 h 27 min 24 s                        |
| 1999  | 8,5/150/30                             | Olivier Bernhard                       | 6 h 32 min 5 s                         | Daniel Keller                          | 6 h 40 min 49 s                        | Félix Rubio Martínez                   | 6 h 44 min 10 s                        |
| 1998  | 8,5/150/30                             | Olivier Bernhard                       | 6 h 22 min 4 s                         | René Rovera                            | 6 h 24 min 17 s                        | Pierre-Alain Frossard                  | 6 h 29 min 15 s                        |
| 1997  | 8,5/150/30                             | Urs Dellsperger                        | 6 h 30 min 8 s                         | Daniel Keller                          | 6 h 31 min 14 s                        | Olivier Bernhard                       | 6 h 36 min 26 s                        |
| 1996  | 13,5/150/30                            | Olivier Bernhard                       | 6 h 47 min 21 s                        | Urs Dellsperger                        | 6 h 50 min 25 s                        | Daniel Keller                          | 6 h 54 min 25 s                        |
| 1995  | 13,5/150/30                            | Urs Dellsperger                        | 6 h 59 min 45 s                        | Olaf Sabatschus                        | 7 h 6 min 29 s                         | Rainer Müller-Hörner                   | 7 h 8 min 49 s                         |
| 1994  | 7,5/150/30                             | Olivier Bernhard                       | 6 h 19 min 44 s                        | Jeff Devlin                            | 6 h 28 min 51 s                        | Jürgen Zäck                            | 6 h 32 min 31 s                        |
| 1993  | 7,5/150/30                             | Mark Allen                             | 6 h 19 min 41 s                        | Jos Everts                             | 6 h 28 min 57 s                        | Joel Claisse                           | 6 h 29 min 54 s                        |
| 1992  | 7,5/150/30                             | Jürgen Zäck                            | 6 h 22 min 44 s                        | Kenny Souza                            | 6 h 26 min 25 s                        | Albert Zweifel                         | 6 h 26 min 37 s                        |
| 1991  | 7,5/150/30                             | Scott Molina                           | 6 h 20 min 24 s                        | Mike Pigg                              | 6 h 28 min 50 s                        | Jeff Devlin                            | 6 h 30 min 51 s                        |
| 1990  | 7.5/150/30                             | Kenny Souza                            | 5 h 58 min 44 s                        | Andreas Rudolph                        | 6 h 6 min 7 s                          | Charly Schmid                          | 6 h 19 min 14 s                        |
| 1989  | 2,5/120/30,5                           | Andreas Rudolph                        | 5 h 22 min 54 s                        | Peter Hunziker                         | 5 h 31 min 25 s                        | Bruno Wüthrich                         | 5 h 32 min 35 s                        |

### Palmarès femmes

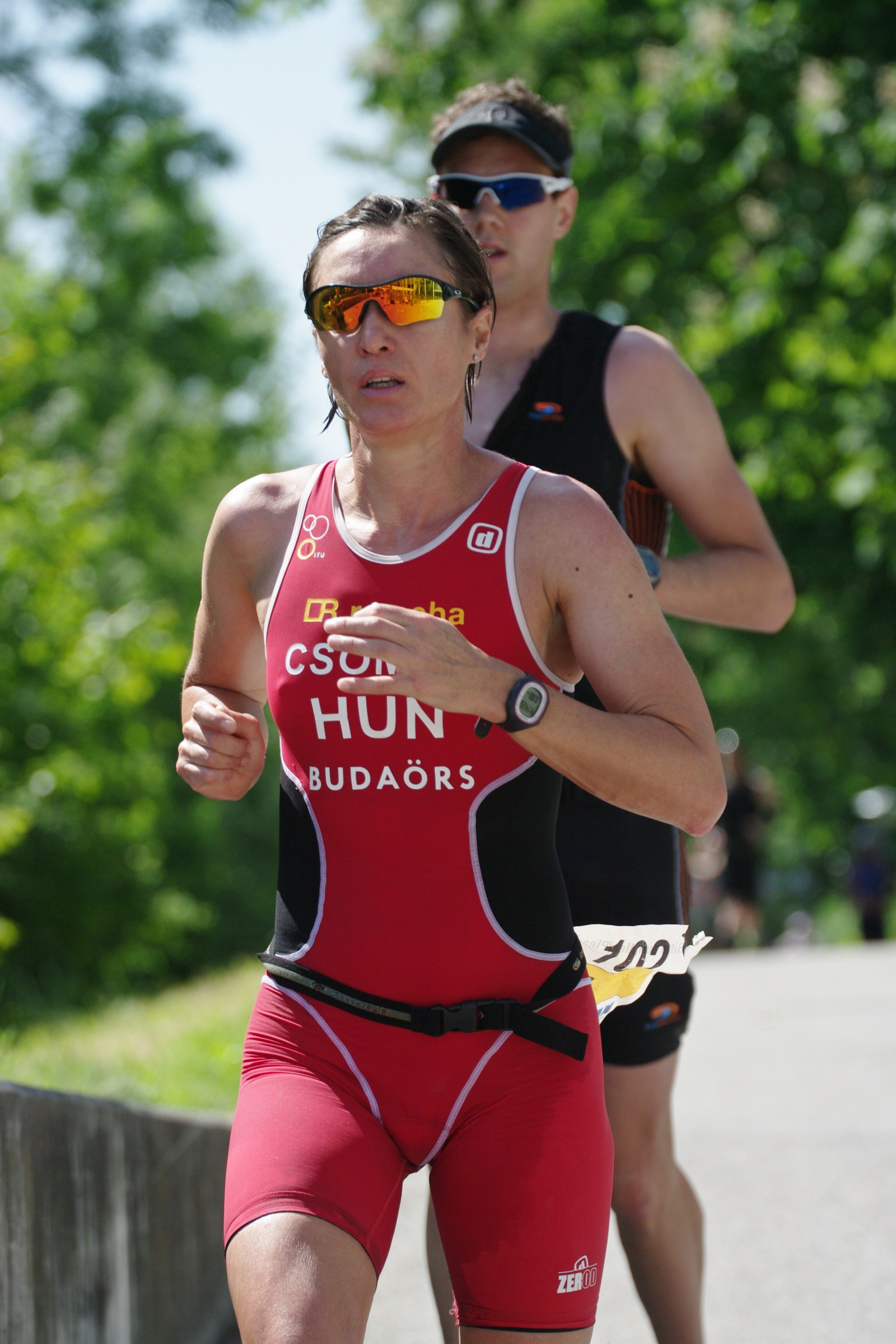
Erika Csomor
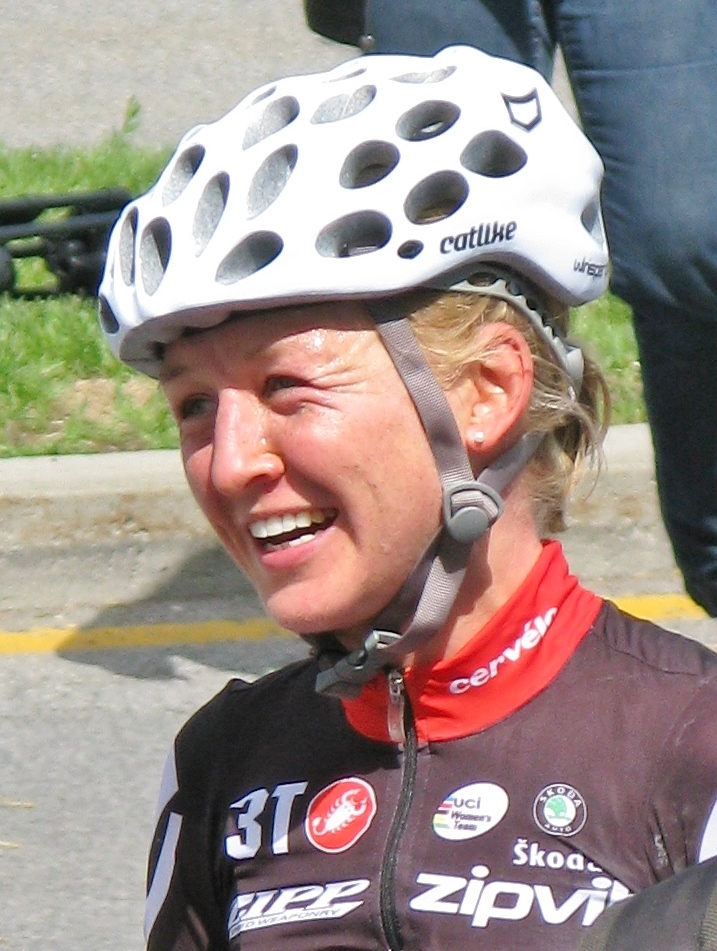
Emma Pooley
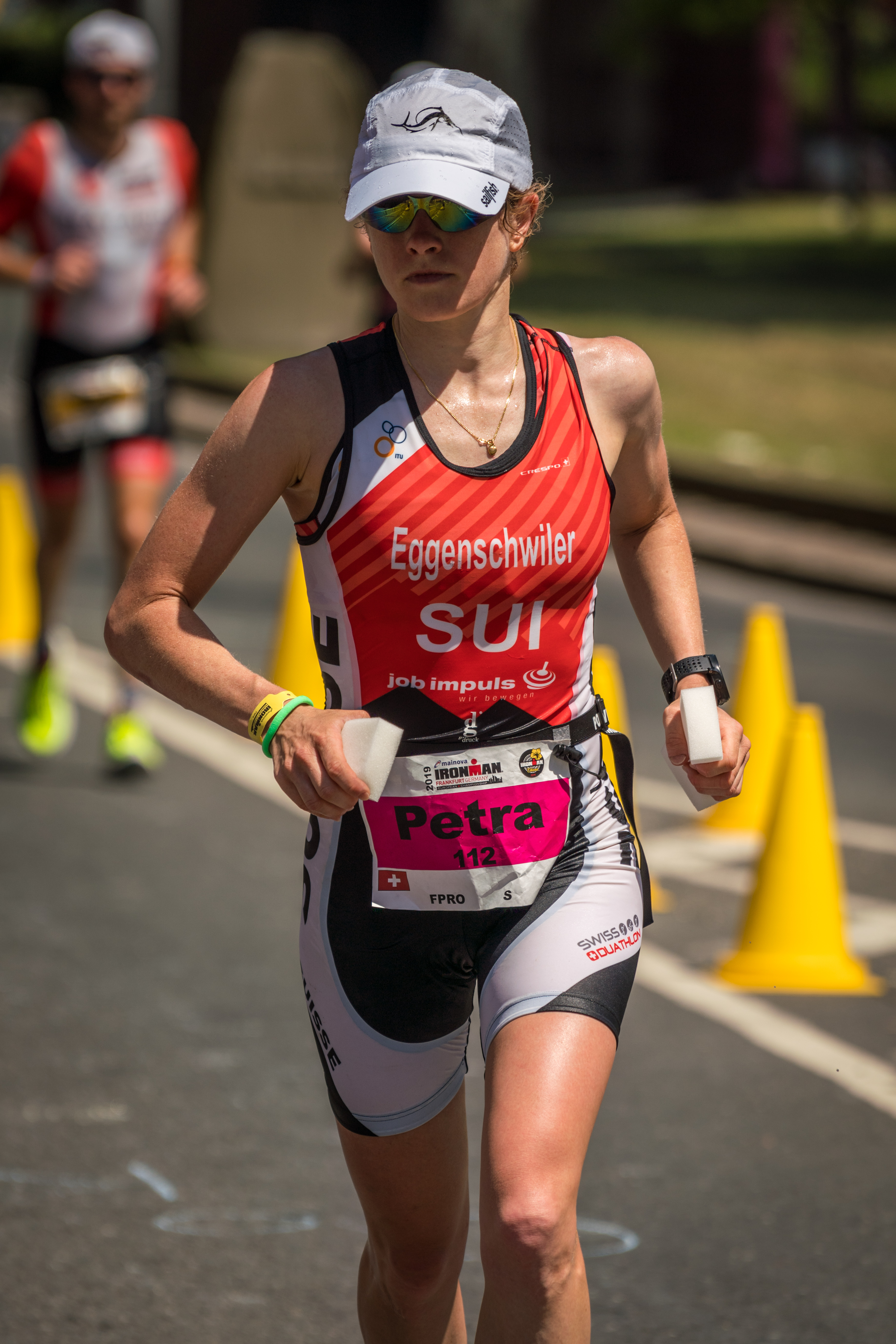
Petra Eggenschwiler
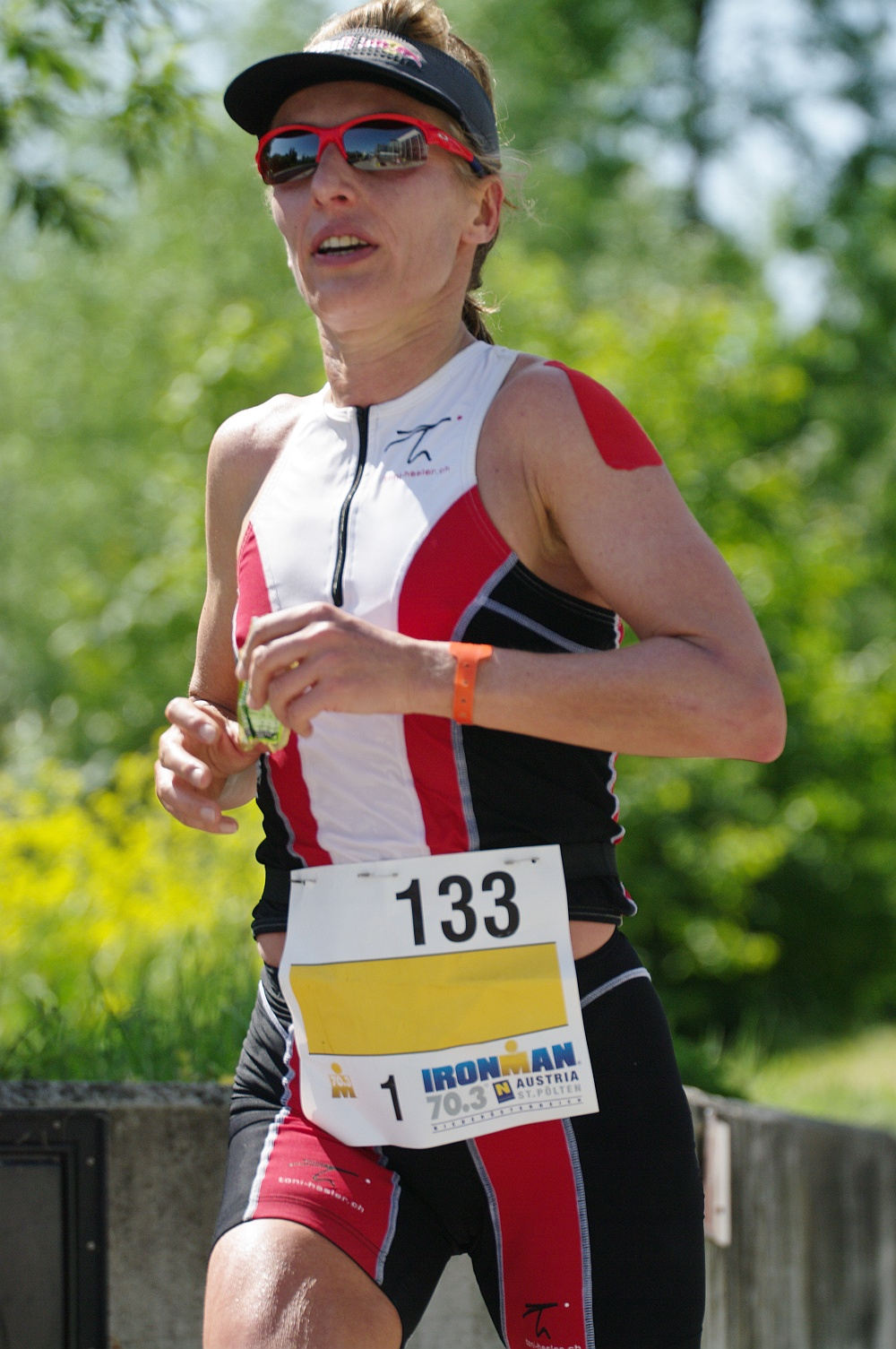
Natascha Badmann
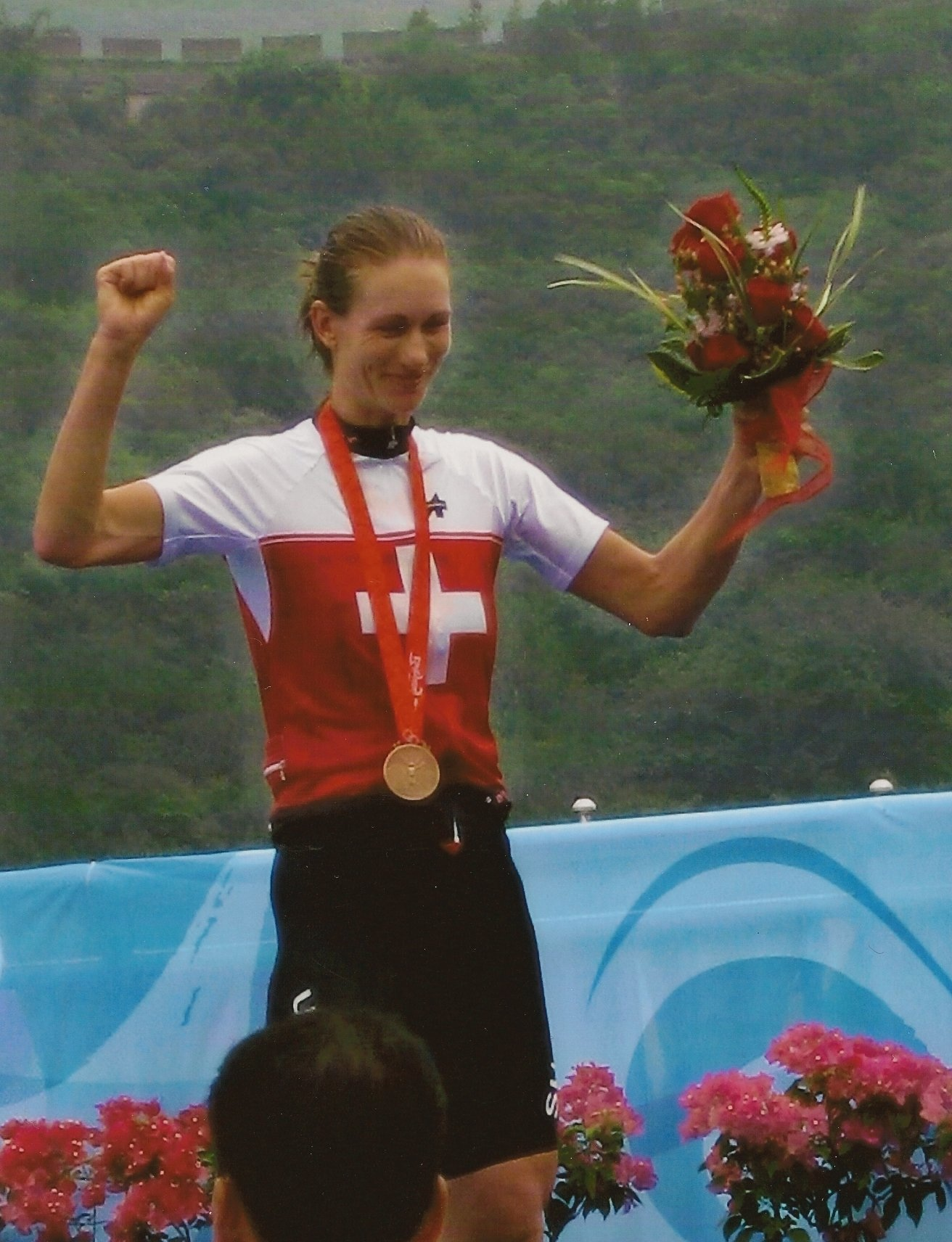
Karin Thürig

| Année | Format                                 |                                        | Temps                                  |                                        | Temps                                  |                                        | Temps                                  |
| ----- | -------------------------------------- | -------------------------------------- | -------------------------------------- | -------------------------------------- | -------------------------------------- | -------------------------------------- | -------------------------------------- |
| 2024  | 10/150/30                              | Merle Brunnée                          | 6 h 45 min 55 s                        | Maja Betz                              | 7 h 8 min 23 s                         | Nelly Rassmann                         | 7 h 19 min 0 s                         |
| 2023  | 10/150/30                              | Merle Brunnée                          | 6 h 45 min 3 s                         | Melanie Maurer                         | 6 h 48 min 34 s                        | Lotte Claes                            | 6 h 53 min 47 s                        |
| 2022  | 10/150/30                              | Melanie Maurer                         | 6 h 47 min 49 s                        | Lotte Claes                            | 6 h 52 min 29 s                        | Merle Brunnée                          | 6 h 58 min 30 s                        |
| 2021  | 10/150/30                              | Merle Brunnée                          | 7 h 7 min 27 s                         | Nikola Čorbová                         | 7 h 21 min 13 s                        | Sarah Noemi Frieden                    | 7 h 39 min 42 s                        |
| 2020  | Épreuve annulée pour cause de Covid-19 | Épreuve annulée pour cause de Covid-19 | Épreuve annulée pour cause de Covid-19 | Épreuve annulée pour cause de Covid-19 | Épreuve annulée pour cause de Covid-19 | Épreuve annulée pour cause de Covid-19 | Épreuve annulée pour cause de Covid-19 |
| 2019  | 10/150/30                              | Nina Zoller                            | 7 h 14 min 54 s                        | Melanie Maurer                         | 7 h 17 min 11 s                        | Corina Hengartner                      | 7 h 27 min 47 s                        |
| 2018  | 10/150/30                              | Petra Eggenschwiler                    | 7 h 0 min 39 s                         | Melanie Maurer                         | 7 h 22 min 42 s                        | Antonina Reznikov                      | 7 h 24 min 20 s                        |
| 2017  | 10/150/30                              | Emma Pooley                            | 7 h 21 min 4 s                         | Miriam Van Reijen                      | 7 h 48 min 19 s                        | Katrin Esefeld                         | 7 h 49 min 5 s                         |
| 2016  | 10/150/30                              | Emma Pooley                            | 7 h 6 min 16 s                         | Nina Brenn                             | 7 h 17 min 17 s                        | Susanne Svendsen                       | 7 h 20 min 33 s                        |
| 2015  | 10/150/30                              | Emma Pooley                            | 7 h 1 min 49 s                         | Julia Viellehner                       | 7 h 12 min 24 s                        | Susanne Svendsen                       | 7 h 31 min 42 s                        |
| 2014  | 10/150/30                              | Emma Pooley                            | 6 h 47 min 27 s                        | Eva Nyström                            | 7 h 19 min 17 s                        | Laura Hrebec                           | 7 h 20 min 52 s                        |
| 2013  | 10/150/30                              | Eva Nyström                            | 7 h 13 min 8 s                         | Julia Viellehner                       | 7 h 24 min 36 s                        | Ruth Brennan Morrey                    | 7 h 27 min 3 s                         |
| 2012  | 10/150/30                              | Eva Nyström                            | 7 h 5 min 48 s                         | Lucy Gossage                           | 7 h 10 min 9 s                         | May Kerstens                           | 7 h 25 min 25 s                        |
| 2011  | 10/150/30                              | Mélanie Burke                          | 7 h 11 min 44 s                        | Eva Nyström                            | 7 h 15 min 11 s                        | Erika Csomor                           | 7 h 22 min 42 s                        |
| 2010  | 10/150/30                              | Erika Csomor                           | 7 h 20 min 52 s                        | Jacqueline Uebelhart                   | 7 h 32 min 44 s                        | Camilla Lindholm                       | 7 h 37 min 8 s                         |
| 2009  | 10/150/30                              | Erika Csomor                           | 7 h 20 min 36 s                        | Jess Draskau-Petersson                 | 7 h 27 min 12 s                        | Camilla Lindholm                       | 7 h 30 min 26 s                        |
| 2008  | 10/150/30                              | Erika Csomor                           | 7 h 14 min 43 s                        | Eva Nyström                            | 7 h 36 min 42 s                        | Maja Jacober                           | 7 h 43 min 30 s                        |
| 2007  | 10/150/30                              | Erika Csomor                           | 7 h 6 min 35 s                         | Eva Nyström                            | 7 h 22 min 6 s                         | Maja Jacober                           | 7 h 38 min 42 s                        |
| 2006  | 10/158/30                              | Erika Csomor                           | 7 h 52 min 49 s                        | Jess Draskau-Petersson                 | 8 h 8 min 15 s                         | Maja Jacober                           | 8 h 12 min 48 s                        |
| 2005  | 10/150/30                              | Erika Csomor                           | 7 h 30 min 24 s                        | Jess Draskau-Petersson                 | 7 h 32 min 20 s                        | Tamara Kozulina                        | 7 h 34 min 51 s                        |
| 2004  | 10/150/30                              | Erika Csomor                           | 7 h 26 min 20 s                        | Jess Draskau-Petersson                 | 7 h 30 min 17 s                        | Nicole Klingler                        | 7 h 37 min 50 s                        |
| 2003  | 10/150/30                              | Fiona Docherty                         | 7 h 37 min 47 s                        | Erika Csomor                           | 7 h 38 min 29 s                        | Bella Comerford                        | 7 h 39 min 40 s                        |
| 2002  | 10/150/30                              | Karin Thürig                           | 7 h 4 min 8 s                          | Ariane Schumacher                      | 7 h 39 min 22 s                        | Bella Comerford                        | 7 h 43 min 9 s                         |
| 2001  | 8,5/150/30                             | Karin Thürig                           | 7 h 16 min 57 s                        | Erika Csomor                           | 7 h 34 min 47 s                        | Ariane Schumacher                      | 7 h 36 min 19 s                        |
| 2000  | 8,5/150/30                             | Natascha Badmann                       | 7 h 17 min 31 s                        | Susanne Rufer                          | 7 h 24 min 42 s                        | Karin Thürig                           | 7 h 30 min 9 s                         |
| 1999  | 8,5/150/30                             | Debbie Nelson                          | 7 h 35 min 58 s                        | Alena Peterková                        | 7 h 54 min 14 s                        | Ariane Gutknecht                       | 7 h 55 min 38 s                        |
| 1998  | 8,5/150/30                             | Lori Bowden                            | 7 h 21 min 51 s                        | Susanne Rufer                          | 7 h 27 min 34 s                        | Debbie Nelson                          | 7 h 28 min 13 s                        |
| 1997  | 8,5/150/30                             | Natascha Badmann                       | 7 h 11 min 3 s                         | Susanne Nedergaard                     | 7 h 27 min 26 s                        | Debbie Nelson                          | 7 h 29 min 17 s                        |
| 1996  | 13,5/150/30                            | Natascha Badmann                       | 7 h 36 min 31 s                        | Irma Heeren                            | 7 h 51 min 45 s                        | Debbie Nelson                          | 7 h 56 min 7 s                         |
| 1995  | 13,5/150/30                            | Maddy Tormoen                          | 7 h 42 min 43 s                        | Isabelle Mouthon                       | 7 h 50 min 27 s                        | Martina Weise                          | 8 h 0 min 44 s                         |
| 1994  | 7,5/150/30                             | Erin Baker                             | 7 h 7 min 22 s                         | Maddy Tormoen                          | 7 h 17 min 15 s                        | Monika Feuersinger                     | 7 h 24 min 33 s                        |
| 1993  | 7,5/150/30                             | Maddy Tormoen                          | 7 h 14 min 49 s                        | Donna Peters                           | 7 h 15 min 58 s                        | Julie-Anne White                       | 7 h 21 min 31 s                        |
| 1992  | 7,5/150/30                             | Erin Baker                             | 6 h 58 min 1 s                         | Liz Downing                            | 7 h 0 min 28 s                         | Thea Sybesma                           | 7 h 10 min 27 s                        |
| 1991  | 7,5/150/30                             | Paula Newby-Fraser                     | 6 h 58 min 10 s                        | Thea Sybesma                           | 7 h 17 min 4 s                         | Sarah Coope                            | 7 h 17 min 23 s                        |
| 1990  | 5/150/30                               | Silvia Nussbaumer                      | 7 h 13 min 13 s                        | Henny Verdonk                          | 7 h 18 min 24 s                        | Brigitte Röllin                        | 7 h 25 min 54 s                        |
| 1989  | 2,5/120/30,5                           | Hermine Haas                           | 6 h 15 min 5 s                         | Ursula Meyer                           | 6 h 21 min 35 s                        | Christine Günthardt                    | 6 h 57 min 26 s                        |

### Classement par nation
| Rang | Nation           | Médaille d'or | Médaille d'argent | Médaille de bronze | Total |
| ---- | ---------------- | ------------- | ----------------- | ------------------ | ----- |
| 1    | Suisse           | 22            | 19                | 20                 | 61    |
| 2    | Belgique         | 10            | 7                 | 5                  | 22    |
| 3    | Hongrie          | 7             | 2                 | 1                  | 10    |
| 4    | France           | 5             | 9                 | 4                  | 18    |
| 5    | Allemagne        | 5             | 7                 | 11                 | 23    |
| 6    | États-Unis       | 5             | 6                 | 3                  | 14    |
| 7    | Nouvelle-Zélande | 5             |                   | 3                  | 8     |
| 8    | Royaume-Uni      | 4             | 5                 | 3                  | 12    |
| 9    | Suède            | 2             | 4                 | 2                  | 8     |
| 10   | Danemark         | 1             | 1                 | 7                  | 9     |
| 11   | Autriche         | 1             |                   | 1                  | 2     |
| 11   | Canada           | 1             |                   | 1                  | 2     |
| 13   | Zimbabwe         | 1             |                   |                    | 1     |
| 13   | Russie           | 1             |                   |                    | 1     |
| 15   | Pays-Bas         |               | 6                 | 5                  | 11    |
| 16   | Espagne          |               | 2                 | 1                  | 3     |
| 17   | Slovaquie        |               | 1                 |                    | 1     |
| 17   | Tchéquie         |               | 1                 |                    | 1     |
| 19   | Liechtenstein    |               |                   | 1                  | 1     |
| 19   | Israël           |               |                   | 1                  | 1     |
| 19   | Ukraine          |               |                   | 1                  | 1     |

| Rang | Nation     | Médaille d'or | Médaille d'argent | Médaille de bronze | Total |
| ---- | ---------- | ------------- | ----------------- | ------------------ | ----- |
| 1    | Suisse     | 13            | 10                | 9                  | 32    |
| 2    | Belgique   | 10            | 6                 | 4                  | 20    |
| 3    | France     | 5             | 8                 | 4                  | 17    |
| 4    | États-Unis | 3             | 3                 | 2                  | 8     |
| 5    | Allemagne  | 2             | 4                 | 7                  | 13    |
| 6    | Danemark   | 1             | 1                 | 5                  | 7     |
| 7    | Russie     | 1             |                   |                    | 1     |
| 8    | Espagne    |               | 2                 | 1                  | 3     |
| 9    | Pays-Bas   |               | 1                 | 3                  | 4     |

| Rang | Nation           | Médaille d'or | Médaille d'argent | Médaille de bronze | Total |
| ---- | ---------------- | ------------- | ----------------- | ------------------ | ----- |
| 1    | Suisse           | 9             | 9                 | 11                 | 29    |
| 2    | Hongrie          | 7             | 2                 | 1                  | 10    |
| 3    | Nouvelle-Zélande | 5             |                   | 3                  | 8     |
| 4    | Royaume-Uni      | 4             | 5                 | 3                  | 12    |
| 5    | Allemagne        | 3             | 3                 | 4                  | 10    |
| 6    | Suède            | 2             | 4                 | 2                  | 8     |
| 7    | États-Unis       | 2             | 3                 | 1                  | 6     |
| 8    | Autriche         | 1             |                   | 1                  | 2     |
| 8    | Canada           | 1             |                   | 1                  | 2     |
| 10   | Zimbabwe         | 1             |                   |                    | 1     |
| 11   | Pays-Bas         |               | 5                 | 2                  | 7     |
| 12   | Belgique         |               | 1                 | 1                  | 2     |
| 13   | France           |               | 1                 |                    | 1     |
| 13   | Slovaquie        |               | 1                 |                    | 1     |
| 13   | Tchéquie         |               | 1                 |                    | 1     |
| 16   | Danemark         |               |                   | 2                  | 2     |
| 17   | Liechtenstein    |               |                   | 1                  | 1     |
| 17   | Israël           |               |                   | 1                  | 1     |
| 17   | Ukraine          |               |                   | 1                  | 1     |

### Records
| Catégorie | Duathlète        | Nombre | Années                      |
| --------- | ---------------- | ------ | --------------------------- |
| Femme     | Erika Csomor     | 7      | 2003-04-05-06-07-08-09      |
| Homme     | Olivier Bernhard | 8      | 1994-96-97-98-99-2000-01-02 |

| Catégorie | Duathlète         | Année | Temps           |
| --------- | ----------------- | ----- | --------------- |
| Femme     | Merle Brunnée     | 2023  | 6 h 45 min 3 s  |
| Homme     | Simon Jørn Hansen | 2023  | 5 h 55 min 39 s |

## Parcours du Powerman Zofingue
Le parcours du Powerman de Zofingue est identique pour le format long ou court. Seul le nombre de boucles à effectuer est différent.

## Aspects extra-sportifs

### Séries mondiales de Powerman
À l'instar des Séries mondiales de triathlon de l'ITU, l'Association International Powerman, a mis en œuvre un système de point dénommé World Ranking. Ce système de point et de comptage permet l'attribution du titre officieux de « Champion du monde de duathlon Powerman ». Les points sont attribués aux 25e premiers des courses labellisées Powerman et selon un tableau prédéfini.

### Jubilee Club
Les membres du jubilee Club, sont les duathlètes qui ont fini le Powerman longue distance de Zofingue au minimum dix fois. Le club est inspiré d'une idée originale du marathon de Berlin. En 2014, il compte 28 membres. Les membres reçoivent lors de leurs introductions dans le club, une épingle (Pin's) honorifique, lors d'une cérémonie de remise et un T-Shirt spécial marqué, 10X finisher. Tous les membres actifs du club sont dotés d'un dossard couleur or, lorsqu'ils participent à une course Powerman et ce, n'importe où dans le monde. Ils sont qualifiés d'office pour le Powerman de Zofingue. Ils sont aussi régulièrement conviés aux festivités post-course ou lors de l'introduction de nouveaux membres dans le club.